# Кайнбергер, Карл
Карл Кайнбергер (нем. Karl Kainberger); 1 декабря 1912, Зальцбург, Австро-Венгрия — 17 декабря 1997, Зальцбург, Австрия) — австрийский футболист, игравший на позиции нападающего. Наиболее известен по выступлениям за сборную Австрии, в составе которой стал серебряным призёром Олимпийских игр 1936 года.

## Биография
Карл Кайнбергер играл вместе со своим старшим братом Эди за команду «Зальцбургер АК» в Зальцбургской региональной лиге. В то время лига была любительской и не была связана с профессиональным чемпионатом Австрии, который в то время был ограничен территорией Вены. Карл несколько раз выигрывал чемпионат провинции и трижды выходил в финал любительского чемпионата земли Зальцбург.
В 1936 году тренер Джимми Хоган пригласил его в сборную на Олимпийские игры в Берлин. До приглашения в сборную опыта игр в любительской сборной Австрии он не имел. Дебютировал на играх в полуфинальном поединке против сборной Польши, заняв позицию игравшего в двух предыдущих матчах турнира Йозефа Кицмюллера, получившего травму в предыдущем матче против сборной Перу. Примечательно, что являясь нападающим ему пришлось играть на позиции левого защитника, что не помешало ему отметится забитым голом. В итоге матч завершился со счётом 3:1 в пользу австрийцев.
На финальный поединок Олимпийского турнира он уже вышел как форвард, забил гол (авторство которого не подтверждается видеозаписью матча, однако отмечено во многих источниках, сам Кайнбергер в 1996 году признал, что в том матче он отдал голевой пас спиной), но в итоге, в дополнительное время со счётом 2:1, победы добилась сборная Италии. Сборной Австрии достались серебряные олимпийские награды.
Умер в Зальцбурге в 1997 году.

## Титулы и достижения
- Серебряный олимпийский призер : 1936